# Stazione meteorologica di Idro
La stazione meteorologica di Idro è la stazione meteorologica di riferimento relativa alla località di Idro.

## Coordinate geografiche
La stazione meteo si trova nell'Italia nord-occidentale, in Lombardia, in provincia di Brescia, nel comune di Idro, a 381 metri s.l.m. e alle coordinate geografiche 45°44′N 10°29′E.

## Dati climatologici
In base alla media trentennale di riferimento 1961-1990, la temperatura media del mese più freddo, gennaio, si attesta a -1,2 °C; quella del mese più caldo, luglio, è di +20,1 °C .
| Idro               | Mesi | Mesi | Mesi | Mesi | Mesi | Mesi | Mesi | Mesi | Mesi | Mesi | Mesi | Mesi | Stagioni | Stagioni | Stagioni | Stagioni | Anno |
| Idro               | Gen  | Feb  | Mar  | Apr  | Mag  | Giu  | Lug  | Ago  | Set  | Ott  | Nov  | Dic  | Inv      | Pri      | Est      | Aut      | Anno |
| ------------------ | ---- | ---- | ---- | ---- | ---- | ---- | ---- | ---- | ---- | ---- | ---- | ---- | -------- | -------- | -------- | -------- | ---- |
| T. max. media (°C) | 3,4  | 6,1  | 10,8 | 15,6 | 19,4 | 23,7 | 26,0 | 25,1 | 21,6 | 15,5 | 9,0  | 4,5  | 4,7      | 15,3     | 24,9     | 15,4     | 15,1 |
| T. min. media (°C) | −5,8 | −4,4 | −0,3 | 4,1  | 8,0  | 11,9 | 14,2 | 13,6 | 10,7 | 5,9  | 0,1  | −3,8 | −4,7     | 3,9      | 13,2     | 5,6      | 4,5  |